# Shaar Hakollel
L'ouvrage Shaar Hakollel est publié en 1896 (5656). Son auteur est le rabbin Avraham David Lavut (1814-1890). Cette œuvre posthume est terminée trois mois avant le décès de son auteur, durant Hanoucca 1890 (5650)
C'est le cinquième et dernier ouvrage d'Avraham David Lavut, après Kav Naki 1868 (5628), Netiv Hachaim Al Derech Hachaim 1870 (5630), Beit Aharon V'Hosafot 1878 (5638) et Sidour Torah Ohr 1887 (5647).
Avraham David Lavut est l'arrière-grand-père maternel de Chana Schneerson (1880-1964), la mère du septième et dernier Rebbe de Loubavitch, Menachem Mendel Schneerson (1902-1994).
Shaar Hakollel est une version révisée et augmentée de Shaarei Tefillah.
Le but d'Avraham David Lavut est d'expliquer comment le texte du Sidour (livre de prières) du rabbin Shneur Zalman de Liadi (1745-1812), le premier Rebbe de Loubavitch diffère d'autres Sidourim qui se basent aussi sur les enseignements Kabbalistiques du Ari.
Il explique pourquoi certaines procedures ne correspondent pas aux coutumes ashkénazes et que d'autres ne suivent pas les coutumes séfarades, et aussi comment  à certains endroits le Sidour n'est pas conforme aux décisions halakhiques du rabbin Schneur Zalman décrites dans son Shulchan Aruch.
L'édition la plus récente est publiée par Kehot en 1991 (5751).